# Parque nacional Desierto de los Leones
El Parque Nacional Desierto de los Leones, antiguamente llamado «El Desierto de Nuestra Señora del Carmen en los Montes de Santa Fe», es uno de los más grandes e importantes parques nacionales con los que cuenta la Ciudad de México. Se encuentra en la alcaldía Cuajimalpa de Morelos, y tiene una extensión de 1,866 hectáreas; se ubica 3.2 kilómetros al suroeste de la Ciudad de México y pertenece a la unidad geomorfológica de la Sierra de las Cruces, la cual forma parte a su vez del sistema montañoso Eje Neovolcánico Transversal.[cita requerida]
El territorio cubierto por el parque nacional Desierto de los Leones protege y ayuda a una amplia variedad de recursos naturales, lo cual ha provocado un gran impacto ecológico, causante de que los mismos ciudadanos se preocupen por cuidar el parque.[cita requerida]
En el parque nacional Desierto de los Leones, se estableció el primer convento de México, a principios del siglo XVII. Fue construido por la Orden de los Carmelitas Descalzos, debido a lo aislado que era el lugar, aunado a la paz y tranquilidad natural del lugar.[cita requerida]
En 1917, el presidente Venustiano Carranza lo declaró Parque Nacional, y fue el primero en México. El Desierto de los Leones ha estado ligado al desarrollo de la capital del país desde tiempos del Virreinato, debido a que sus manantiales eran fundamentales para trasladar agua por medio del acueducto de Santa Fe (localizado en el poniente de la Ciudad de México), que se dirigía hacia la ciudad y ayudaba a abastecer el agua de la comunidad.  El Desierto de los Leones funge, a la fecha, como lugar ecológico y turístico, cuenta con espacios abiertos al público para actividades deportivas, recreativas y culturales, además de ser uno de los principales «pulmones» para la Ciudad de México.[cita requerida]

## Historia

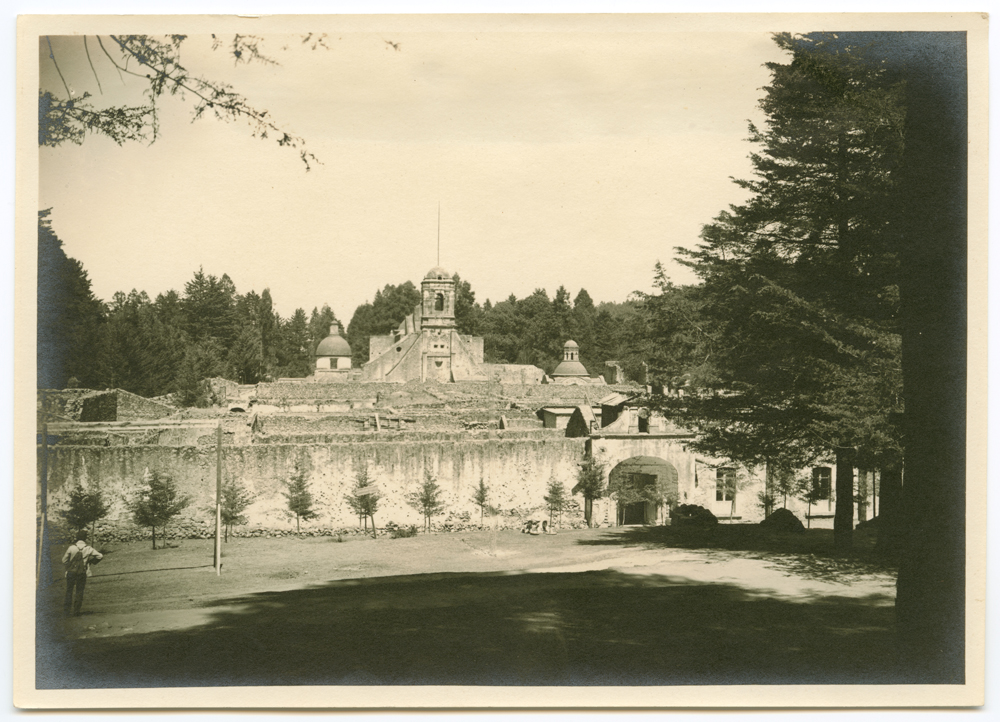
El convento (c. 1906-1920).

Inicialmente, esta área era conocida como el Desierto de Nuestra Señora del Carmen de los Montes de Santa Fe, nombre que, con el paso del tiempo, cambió al que permanece hoy en día, es decir, Desierto de los Leones. Existen dos versiones sobre el origen del nombre del Desierto de los Leones. La primera versión se da a partir de que en el bosque habitaba el puma, también conocido como león americano. La segunda se da gracias a los hermanos León, quienes eran dueños de las tierras y representantes de los carmelitas ante la Corona española. Si bien este hermoso bosque servía de paso entre la Ciudad de México y la ciudad de Toluca, la Orden de los Carmelitas Descalzos eligió esta zona del bosque debido a la tranquilidad, lejanía y paz observada, a comparación del bullicio humano de la ciudad, lo que le hizo ganar el término espiritual de «Desierto», y así se erigió allí uno de los conventos de la orden, que serviría de retiro y meditación cristiana donde podían llevar a cabo el cumplimiento de sus votos. Otro ejemplo es el Santo Desierto del Carmen, que también es parque nacional, en el estado de México.[cita requerida]
En 1801, la orden religiosa abandonó el convento, debido a tres razones: el clima frío de la zona lo convertía en un lugar prácticamente inhabitable, debido al crecimiento poblacional del convento, lo que atrajo cada vez más visitantes, que ponían en riesgo el voto de silencio, y el motivo más importante: las disputas por el terreno entre las diferentes familias que reclamaban ser los dueños.[cita requerida]
Debido a la guerra de Independencia de México, la orden religiosa se encontró en la necesidad de abandonar su estancia en este convento y cederlo al Estado. Dicha edificación se transformaría en cuarteles militares. Un tiempo después de estos eventos, el lugar fue abandonado y se convirtió en refugio. Se sabe que se instaló una fábrica secreta que se dedicaba a la producción de moneda falsa.[cita requerida]
Las administraciones siguientes notaron la importancia de los recursos acuíferos y forestales para satisfacer la demanda de los poblados cercanos, tales como Santa Fe, en el cual se construyó un acueducto llamado «Agua Delgada», que llegaba hasta la Ciudad de México. Por ese motivo, el Bosque Desierto de los Leones se declaró zona de reserva forestal e interés público en 1876. Pasada la Revolución mexicana, el presidente Venustiano Carranza promulgó el decreto que le otorgó la categoría de Parque Nacional, el 15 de noviembre de 1917.[cita requerida]
A finales del siglo XX, el presidente Miguel de la Madrid Hurtado impulsó, a favor del Departamento del Distrito Federal, la preservación, explotación y embellecimiento del Desierto de los Leones. En 1998, la zona se vio afectada debido a algunos incendios, por lo que se designó un área de restauración ecológica para su recuperación. Dicha región comprendía aproximadamente 400 hectáreas.[cita requerida]
Finalmente, el 16 de abril de 1999 se firmó un acuerdo de coordinación por parte de la Secretaría de Medio Ambiente y Recursos Naturales el Gobierno del Distrito Federal, con objeto de entregarle a este último la administración y la responsabilidad de preservar, restaurar, desarrollar y vigilar distintas áreas protegidas, entre ellas el parque nacional Desierto de los Leones, así como el deber de llevar a cabo la recategorización de otras zonas del Distrito Federal como parques naturales Protegidos. El acuerdo se concretó mediante el acta de entrega-recepción el 24 de noviembre del 2000.[cita requerida]

### Vida en el convento

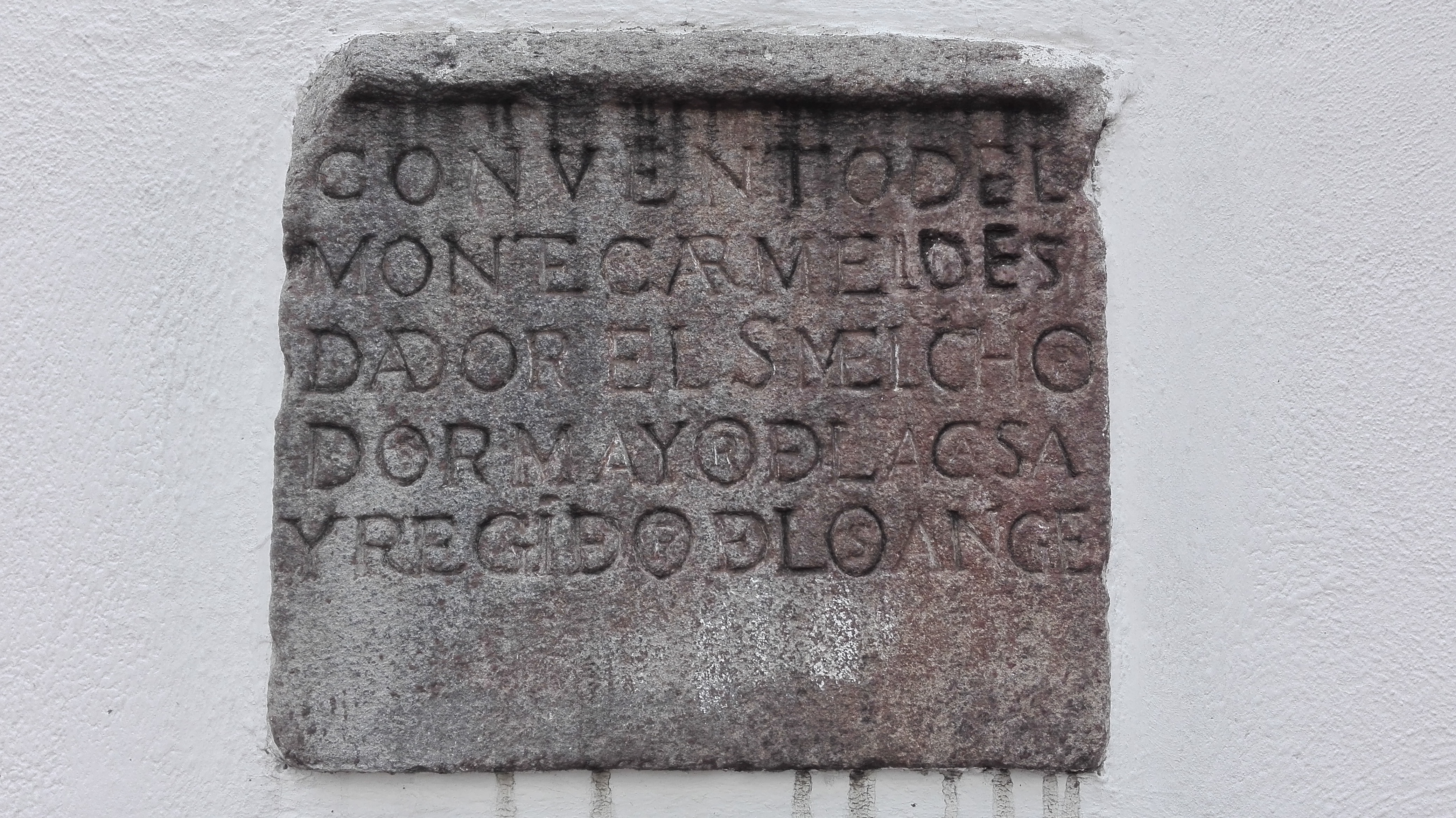
Placa en el convento del Desierto de los Leones, en 2018.

La ubicación del convento se eligió en esa zona, para estar apartado de la sociedad, por tratarse de un monte y por la cercanía del río. Originalmente, se iba a hacer en Puebla, pero cuando se dio la orden de ir a visitar este lugar, se encontraron con un campesino que les mostró el río. Ese indígena, de acuerdo con la leyenda popular, era la imagen de Juan Bautista.[cita requerida]
Para poder acceder a las órdenes religiosas, era requisito ser hombre y español. El convento solo permitía la entrada a los carmelitas y a la gente que se encargara de todos los servicios del convento. Las mujeres tenían prohibido el acceso al Desierto de los Leones. Los duques, la gente religiosamente influyente y los miembros de otras órdenes religiosas podrían hospedarse únicamente en la hospedería, pero sin tener acceso al convento.[cita requerida]
El sacrificado y complicado estilo de vida que llevaban los Carmelitas Descalzos se puede desentrañar desde antes de entrar al convento. En general, la entrada era bastante ardua, ya que la muralla que rodeaba el convento contaba con una sola puerta en el camino de Cuajimalpa. Cruzando esta puerta, se encontraban con un camino empedrado bardeado de cal y canto a ambos lados. Al final del camino, una fuente protegía la puerta principal y recibía a los ocasionales visitantes. Esta puerta estaba siempre cerrada, por lo que los visitantes debían anunciarse con una campanilla y esperar a que se les permitiera el acceso. A un lado de la puerta, había una pintura que simbolizaba las prácticas y el modus vivendi de la comunidad carmelita.[cita requerida]
A continuación, se incluye la descripción hecha por el padre fray Agustín de la Madre de Dios, el cronista oficial de los carmelitas de la Nueva España: 

Se ve luego en entrando un carmelita que espeluza los cabellos y es una imagen de lo que allá adentro se efectúa y se practica. Está crucificado en un madero, tiene un candado en la boca, un cilicio en los ojos y en el pecho se le ve el corazón partido, con un niño Jesús que en él descansa y tierno se adormece. En la mano derecha tiene el fraile una cruda disciplina y en la izquierda una vela: porque vele y mire que se acaba. Dos trompetas le tocan al oído, dos desengaños forzosos, uno la muerte que le está diciendo que se ha de acabar la vida; y otro un ángel que está llamando a juicio con más espantosa voz. El candado en la boca significa aquel eterno silencio con que ahí se vive la disciplina, la continua penitencia.

La imagen nos habla de varias líneas por donde los monjes debían conducirse: disciplina, humildad, servicio, penitencia, oración, silencio, entre otros que menciona Fray Agustín.[cita requerida]
Los monjes se dedicaban a la oración y la realización de su labor doméstica. Estas actitudes estuvieron presentes desde el proceso de la construcción. Tan pronto se veía el amanecer, todos los miembros de la comunidad asistían a misa, para después dedicarse a la edificación de su nueva casa. Saliendo de misa, los padres se dedicaban a talar árboles, los cuales arrastraban con yuntas de bueyes. La limpieza de su estancia era de vital importancia, y rara vez se encontraban con espacios desordenados.[cita requerida]
El punto más relevante era el de vivir en penitencia, y por ello pedían «mortificaciones ordinarias» al presidente de la comunidad. Para hacerlo, debían quitarse la capa y pedírselo de rodillas, asumiendo sin refutar lo que se les asignara. Algunas de las penitencias más comunes consistían andar de noche cargando una pesada cruz, sin zapato alguno y usando una corona de espinas como hizo Jesucristo en la Pasión, o la flagelación en viernes. Tenían otras tantas prácticas específicas, según la temporada del año y para recibir y despedir visitantes.[cita requerida]
En días ordinarios, se dedicaban a decir misa, a leer y meditar en silencio y a hacer exámenes de conciencia. En general, a dedicarse más a la vida espiritual que a las necesidades del cuerpo humano.[cita requerida]
Tenían ventanas cilíndricas, por donde sacaban la comida para la gente que se encontraba en la hospedería; esto siempre y cuando estuviera presente el padre superior del convento: si acaso no estuviese solo, se les daría pan y agua. Al igual que los de hospedería, los carmelitas tenían una ventanilla donde les pasaban la comida de la cocina y que les impedía tener contacto visual con las personas que trabajaban en los servicios. La sala donde comían sus alimentos se llamaba refectorio. Había un púlpito, donde uno de los hermanos leía las reglas de la orden, mientras los demás comían. En la cabecera de la mesa, se encontraba un plato con las cenizas y el cráneo de fray Andrés de San Miguel, uno de los mejores carmelitas que habitaron en el convento.[cita requerida]
Tan solo podían condimentar su comida con tres especias o condimentos, ya que creían que, si la hacían muy suculenta, esto los incitaba a la gula. Durante ocho meses, no desayunaban ni comían carnes rojas.[cita requerida]
Los frailes carmelitas solo podían salir en dos ocasiones al año del convento, pero sin salir de la zona del bosque en la que se ubica el convento. Podían salir uno o dos días al año a acampar en el bosque o para ir a las ermitas, que podían albergar a un solo hermano para promover su voto de silencio y soledad. Tenían un oratorio, un dormitorio, un huerto y una cocina. Estaban los 40 días y noches o en época de Adviento haciendo retiro espiritual.[cita requerida]
La sacristía del convento era sencilla, a comparación de otras, sin demasiados ornamentos ni figuras de metales preciosos. En todo caso, la decoración se realizaba a partir de frescos y cuadros de temáticas religiosas, estos sí de gran tamaño y en grandes cantidades.[cita requerida]
El convento tenía una capacidad para 26 personas. Sin embargo, nunca lo llegaron a llenar. Entre ellos, había cuatro carmelitas perpetuos, que se quedaban toda su vida en el convento sin poder salir. La orden de desierto de los leones se dedicaba a contemplar el proceso de la vida y la muerte con el fin de entender por qué estamos aquí. Los demás carmelitas venían por temporadas y se iban. La vestimenta de los frailes consistía en tan solo un calzón de cadera a tobillo y una túnica. Las campanas de la iglesia tenían la función de avisar la hora y las actividades a realizar. Los carmelitas tenían asignadas las actividades, en función de la hora y del número de campanadas.[cita requerida]
El convento tiene únicamente dos pasillos a los costados y dos intermedios. Cuenta con una chimenea, que se utilizaba solo en caso de que un hermano estuviera muy enfermo, en cuyo caso tendría ese beneficio. También, tenían una de las bibliotecas más completas de la época. La cocina era de gran tamaño, con la finalidad de almacenar grandes cantidades de comida para todo el año. Había un cuarto de lavandería, el de rasura y el de «oficio humilde», como le llamaban a los sanitarios. En uno de los pasillos, se encontraban las celdas (sus habitaciones), donde se hallaba una base de madera, un escritorio y una antesala vacía para que no pudiera ser visto ningún objeto o actividad dentro de la habitación. A estas les dieron una interpretación divina, como celda de amor hacia Dios.[cita requerida]
El convento tenía muchos jardines, ya que creían que en el paraíso había muchos jardines, llenos de flores.[cita requerida]
Un aspecto importante para los monjes carmelitas era cumplir con sus votos de castidad, de pobreza y la oración reflexiva. Debido al poco contacto que tenían con la civilización exterior, eran considerados ermitaños. Los que vivían absolutamente solos en las ermitas aledañas eran dignos de admiración, puesto que tenían el temple para buscar la misión mayor. Ellos vivían para el espíritu, sólo con lo mínimo necesario, en silencio y en contemplación por la naturaleza.[cita requerida]
A pesar de vivir en comunidad, los monjes se ocupaban principalmente de realizar con devoción sus deberes personales, pero no de participar en proyectos colaborativos o de apoyo a sus pares. Esta creencia era favorable a sus votos de silencio. Con el fin de evitar confusiones derivadas de dichos votos, los carmelitas desarrollaron un sistema de señas que les permitía una comunicación efectiva. Por ejemplo, hacían la señal de la cruz con la mano abierta para preguntar por el padre prior, o hacían como si se batieran huevos para pedir que fueran a la cocina. Los carmelitas poseían algunas vacas, las cuales suministraban la leche que bebían, aunque en pocas cantidades y no todos los días, como una forma de apegarse a sus votos de pobreza y de austeridad.[cita requerida]

## Decreto
En 1876, el entonces Presidente de la República Mexicana, Sebastián Lerdo de Tejada, decretó como reserva forestal al Desierto de los Leones con el objetivo de proteger los manantiales ahí existentes y proveer de agua a la Ciudad de México. Con este decreto, el Desierto de los Leones se constituyó como la primera Área Natural Protegida de México.
Tras la Revolución mexicana, en 1917, el bosque del Desierto de los Leones fue convertido en el primer parque nacional del país.
El Decreto por el cual se creó el área denominada como Parque Nacional Desierto de los Leones fue publicado en el Diario Oficial de la Federación el 15 de noviembre de 1917, designando por tal motivo una superficie de 1,529 hectáreas bajo el mandato de Venustiano Carranza.
El primer artículo del decreto estipula el cambio de nombre del parque a Parque Nacional Desierto de los Leones.
El segundo artículo estipula que la administración, conservación y embellecimiento del parque quedarán a cargo de la Secretaría de Fomento, con excepción de las ruinas históricas, cuyo cuidado y conservación dependerán de la Secretaría de Comunicación y Obras Públicas.
El último artículo autoriza a la Secretaría de Fomento para explotar los recursos dentro del parque, tales como maderas muertas, árboles enfermos, defectuosos o caducos, y los que alteren o perjudiquen el desarrollo de la vegetación principal, empleando el producto de ellos en el mejoramiento del mismo parque. Únicamente la Secretaría de Fomento podrá realizar el corte y explotación de los árboles. Se prohíbe que la Secretaría celebre contratos u otorgue permisos a particulares para la explotación de dichos recursos. También se prohíben la caza y el apacentamiento de ganado dentro del parque.

## Aspectos físicos

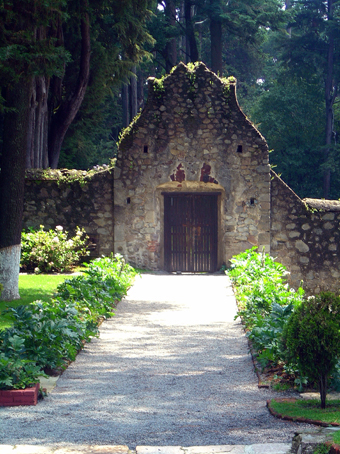
El parque nacional Desierto de los Leones fue uno de los primeros bosques en declararse área natural protegida en la capital y en la República Mexicana.

### Arquitectura

#### Arquitectura Carmelita
El convento del Desierto de los Leones es una muestra ejemplar del estilo arquitectónico carmelita. 
Es importante mencionar que en los edificios de los carmelitas descalzos edificados en España, Portugal y México, no existía una aspiración artística, más bien, la arquitectura era usada como un medio por el cual se reforzaban conceptos religiosos o visiones místicas a través de metáforas arquitectónicas. Este estilo se basaba principalmente en la renuncia a los bienes materiales, obediencia, equilibrio, sencillez, austeridad y practicidad. 
Los edificios fueron levantados con un deseo sincero de volver a una espiritualidad genuina por medio de la oración y el amor. Para alcanzarlo, se necesitaban de conventos con la atmósfera idónea para una concentración mental completamente devota a esta tarea.
Santa Teresa, aunque nunca dio pautas expresas sobre la forma en que sus conventos debieron ser construidos, sí mencionó algunas características importantes en las Constituciones del Capítulo de Alcalá, insistirá Santa Teresa en que: «nuestras casas no se labren con edificios suntuosos, sino humildes, y las celdas no serán mayores de doce pasos en cuadro».
Asimismo, Santa Teresa hace referencia a las tres categorías fundamentales de la arquitectura de Vitruvio en la Antigüedad:
Firmitas
Las construcciones debían ser sólidas y, en palabras de Santa Teresa, «fuertes lo más que pudieren», sin caer en gastos inútiles y excesos arquitectónicos que contradijeran los valores de austeridad y pobreza.
Utilitas
Debía haber una relación clara y directa entre la forma y la función, además de con la necesidad, todo debía ser indispensable y útil para el modo de vida en el convento. Se rechazaban todos los lujos y distracciones y se potenciaba el aislamiento. 
Venustas
Esta categoría se refería a la armonía de los elementos arquitectónicos de la construcción, creando simultáneamente unidad entre las otras dos categorías. La belleza no depende de la riqueza ni desde el punto de vista económico ni del ornamento.
El Convento del Desierto de los Leones fue construido en un principio con las pautas del clasicismo carmelitano, sin embargo, después de su derrumbe su construcción se basó en un estilo barroco carmelitano. Aunque sí se volvió un poco más ostentoso por fuera y en su pintura decorativa interior, se mantuvo fiel a los principios básicos del estilo carmelita clásico. 

### Ex Monasterio
La historia del ex Monasterio del Desierto de los Leones surge en el siglo XVII ante la necesidad que tenían los monjes de la Orden de los carmelitas descalzos de encontrar un lugar que estuviera alejado del ruido y la civilización para que pudieran dedicarse al retiro y a la meditación cristiana. 
La construcción del monasterio empezó en el año de 1605, siendo fray Andrés de San Miguel el arquitecto e ingeniero encargado de la obra y el 23 de noviembre de ese mismo año, el virrey Juan de Mendoza y Luna  fue quien coloco la primera piedra para comenzar con el desarrollo. En 1611 se terminó la construcción, dando pie a la integración de la orden dentro del convento. 
Este monasterio era realmente grande, estaba conformado por el claustro principal, celdas, refectorio, biblioteca, cocina, hospedería, lavandería, entre otras y está rodeado aproximadamente por 1529 hectáreas de bosque, lo que hacía que las temperaturas fueran muy bajas. Fue rodeado por una barda circundante, de veinte kilómetros de largo, cuyos dos objetivos eran: en primer lugar, reforzar la exclusión femenina al interior del lugar, señalada en diversos puntos de la barda mediante una sentencia advertía que cualquier mujer que la traspasara, sería excomulgada. En segundo lugar, buscaba resguardar a los monjes del bullicio y del contacto con personas ajenas a la Orden. Actualmente, solamente se conservan partes de la barda. 
Al interior del Convento, en la parte inferior, existe un sótano, que resulta ser uno de los mayores atractivos actuales del lugar y acerca del cual se cuentan algunas leyendas; es un lugar sumamente obscuro, en el cual no se ve siquiera a la persona que va enfrente. Las personas que entran pueden perderse durante algunos minutos, o pueden golpearse debido a que el techo es muy bajo y los túneles muy angostos. Algunas de las leyendas cuentan que el sótano era el lugar de castigo de los monjes, un calabozo, o bien, eran catacumbas. 
La capilla de los secretos, se encuentra en una sala apartada del ex convento y aún conserva el efecto de resonancia. Era usada para mantener una comunicación religiosa donde no se permitía contacto visual ni personal, solamente auditivo y tenían que hablar pegados a la pared. 
En cuanto a las celdas, estaba estrictamente prohibido que los monjes entrarán a otra que no fuera la suya.  
En 1705 , debido a la humedad del lugar y un temblor, el recinto se derrumbó, lo que dio paso a la construcción actual realizada por el arquitecto José Miguel de Rivera Sarabia con estilo barroco.

### Lugares dentro del ex Convento
Hospedería
La hospedería está situada enseguida de la puerta principal, cuenta con jardineras y un pasillo encaminado al convento. Actualmente, la hospedería es la entrada al convento; sin embargo, en sus orígenes estaba contemplada únicamente para los ocasionales visitantes, puesto que toda persona que entrara al lugar debía contar con la autorización del director del Convento. Por lo general, tanto los visitantes como los frailes ahí recluidos eran españoles adinerados o miembros de la nobleza. Las pocas mujeres que visitaban ese lugar, tenían el acceso restringido a la hospedería, a menos que obtuvieran una patente para ingresar.

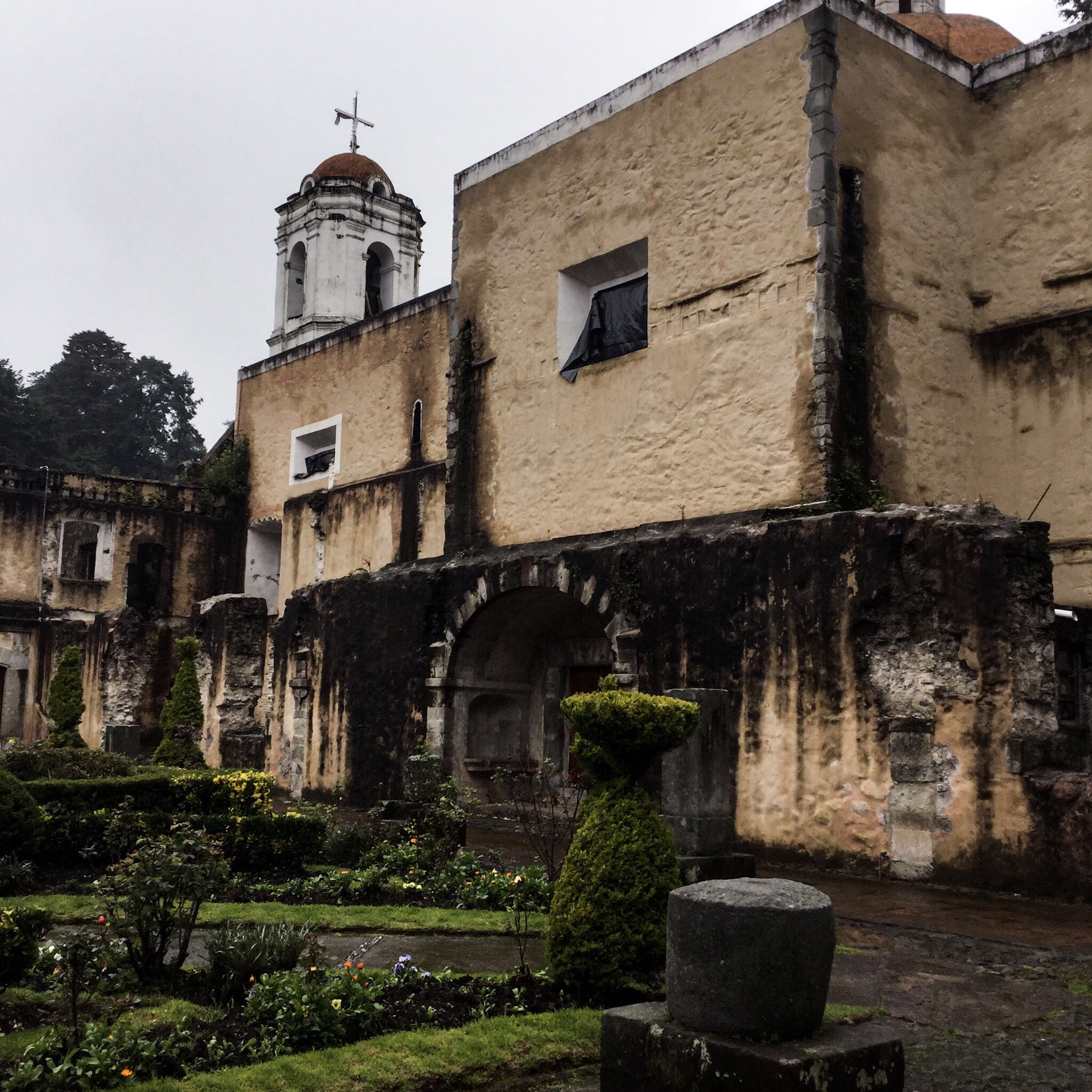
Campanario
A través de los pasillos del ex convento se llega a la parte trasera de la iglesia, lugar dónde se encuentra el campanario. La función de este artefacto era ser el reloj oficial como un llamado de Dios para las actividades del día y del calendario religioso; las campanas sonaban diferente acorde a cada una de las actividades a realizar por los carmelitas descalzos. El campanario está hecho de piedra y cantera, material comúnmente utilizado en la arquitectura del siglo XVI. Para llegar a él se tenía que subir por unas escaleras, la altura permitía tener una vista panorámica de una gran parte del Convento.
Iglesia
La Iglesia tiene forma de cruz latina, es de arquitectura sencilla por la austeridad que manifestaban los carmelitas descalzos. Es coronada por cuatro capillas, en una de ellas era donde se encontraban los restos de los frailes. Atrás del altar se encuentra una habitación denominada «Coro» lugar en donde confesaban a los carmelitas, siendo el único lugar en donde se encontraba un bosquejo de Cristo pintado en la pared. 
La cara principal de la iglesia corresponde a una fachada carmelitana, de origen palladiano. Tiene una estructura «sencilla en forma de rectángulo abierto en la parte inferior por un pórtico; el vano central está destacado o no por una mayor altura coronada por un frontón triangular con un óculo. Una única ventana adintelada o arqueada o varias, una con serliana en la central y/o dos laterales para iluminar el coro y el escudo de la orden».
Sótano
Los arcos dentro del sótano estaban diseñados para sostener la estructura superior del Convento, su altura es aproximadamente de metro y medio. Otra de sus funciones era apoyar el sistema hidráulico, que servía para que la corriente del río siguiera su curso. Además, contaba con una especie de coladeras colocadas en la parte superior que desembocaban en el interior del sótano para evitar inundaciones. El lugar es completamente oscuro y húmedo, a pesar de contar con pequeños hoyos que permitían el paso del aire. 

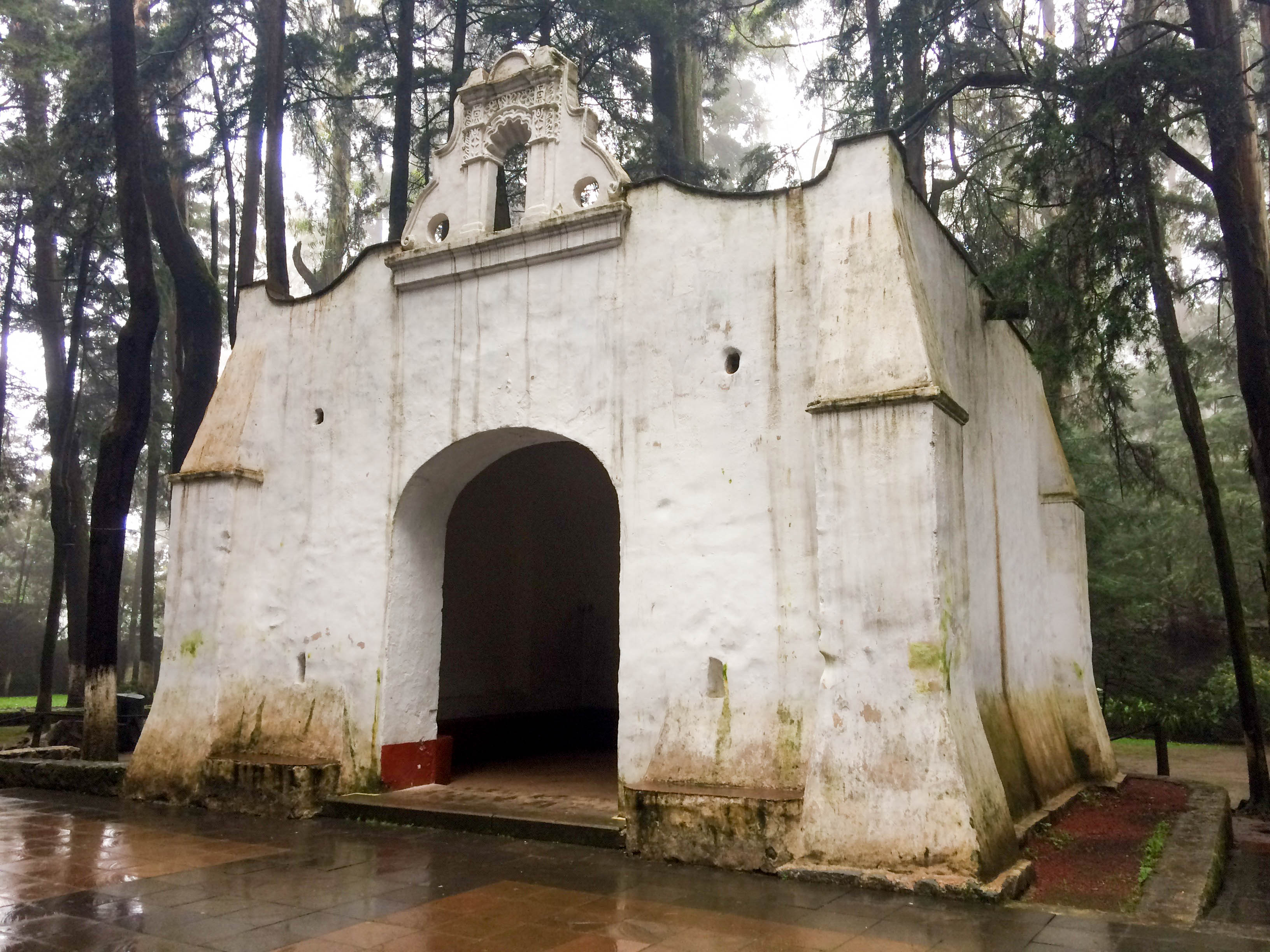
Capilla de los Secretos
En esa época, los carmelitas descalzos juraban con el voto de silencio su amor a Dios. El único momento en el que emitían un sonido era al momento de rezar, por esta razón utilizaban este lugar para comunicarse y tener conferencias en las que  hablaban de temas religiosos; la dinámica era estar en las esquinas (de manera cruzada) con la cara hacia la pared para evitar contacto visual con los demás y no caer en la tentación del demonio al interactuar con los otros. Es una arquitectura monacal, referente a la estructura de los monasterios europeos.

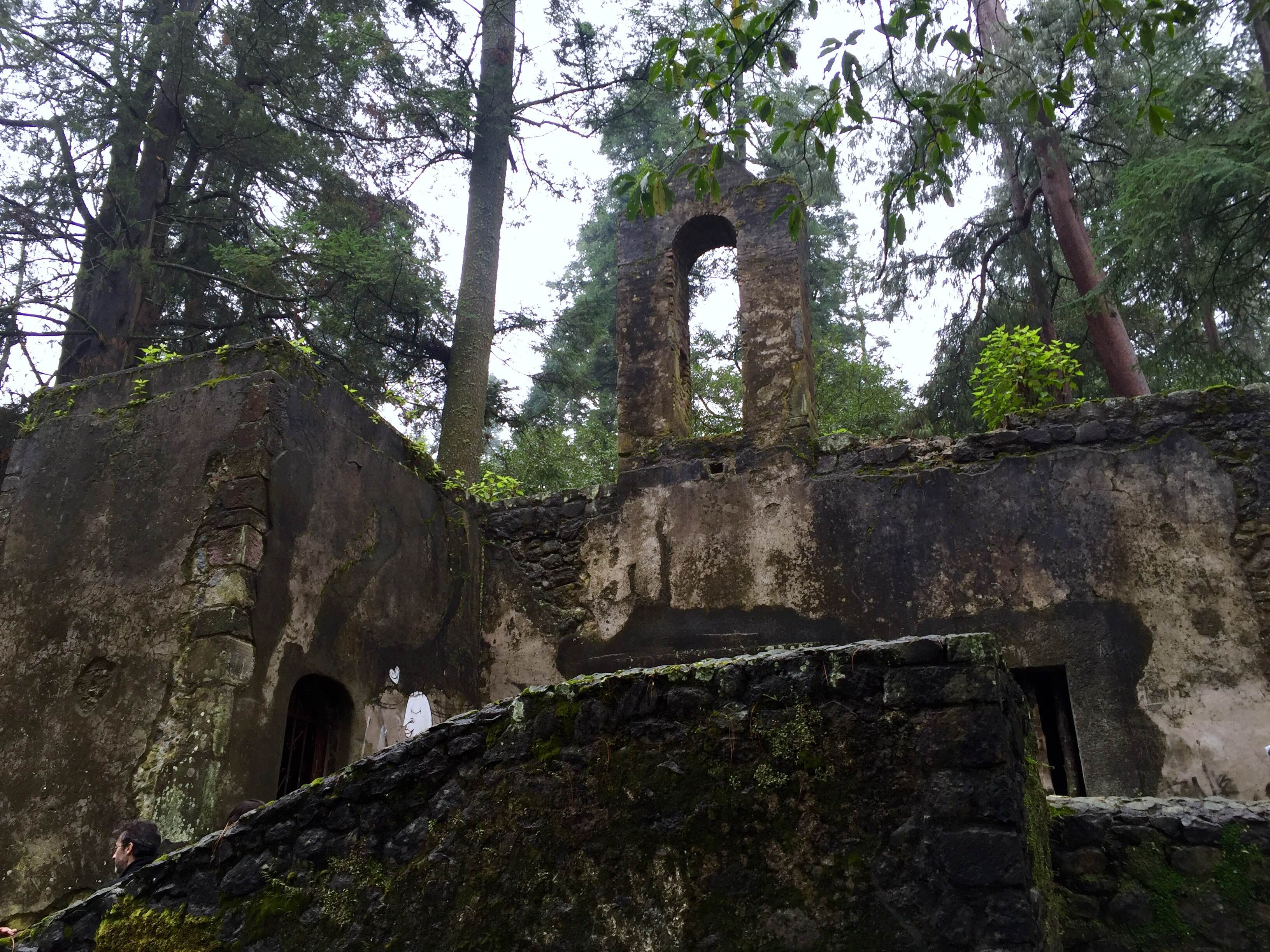
Ermita de la Trinidad

#### Ermitas
Dentro del parque existieron 10 ermitas, de las cuales actualmente solamente hay ocho, ya que dos se destruyeron con el paso del tiempo y por eventos varios, como la Revolución Mexicana. La construcción de las ermitas se ubica entre los siglos XVII y XVIII, y fueron donadas por familias adineradas; todas ellas están conformadas por un fresco que decoraba el frontis de la ermita, una cocinilla, una sala con chimenea, una habitación y un oratorio en el que los monjes pasaban la mayor parte de su tiempo. Estas ermitas contaban, además, con una huerta pequeña en la que los monjes cultivaban algunos de sus alimentos, pues una vez dentro de la ermita, los monjes no podían salir de ella ni recibir alimentos provenientes del convento.  Los monjes pasaban gran parte de su retiro en el oratorio y en ayuno comiendo solo pequeñas raciones de alimento, es por eso que no necesitaban de mucho alimento. Las ermitas eran lugares de reclusión solitaria donde los monjes realizaban retiros. Sólo eran ocupadas dos ocasiones al año: cuaresma y Adviento, temporadas de oración, rezo y meditación.

## Componentes geográficos

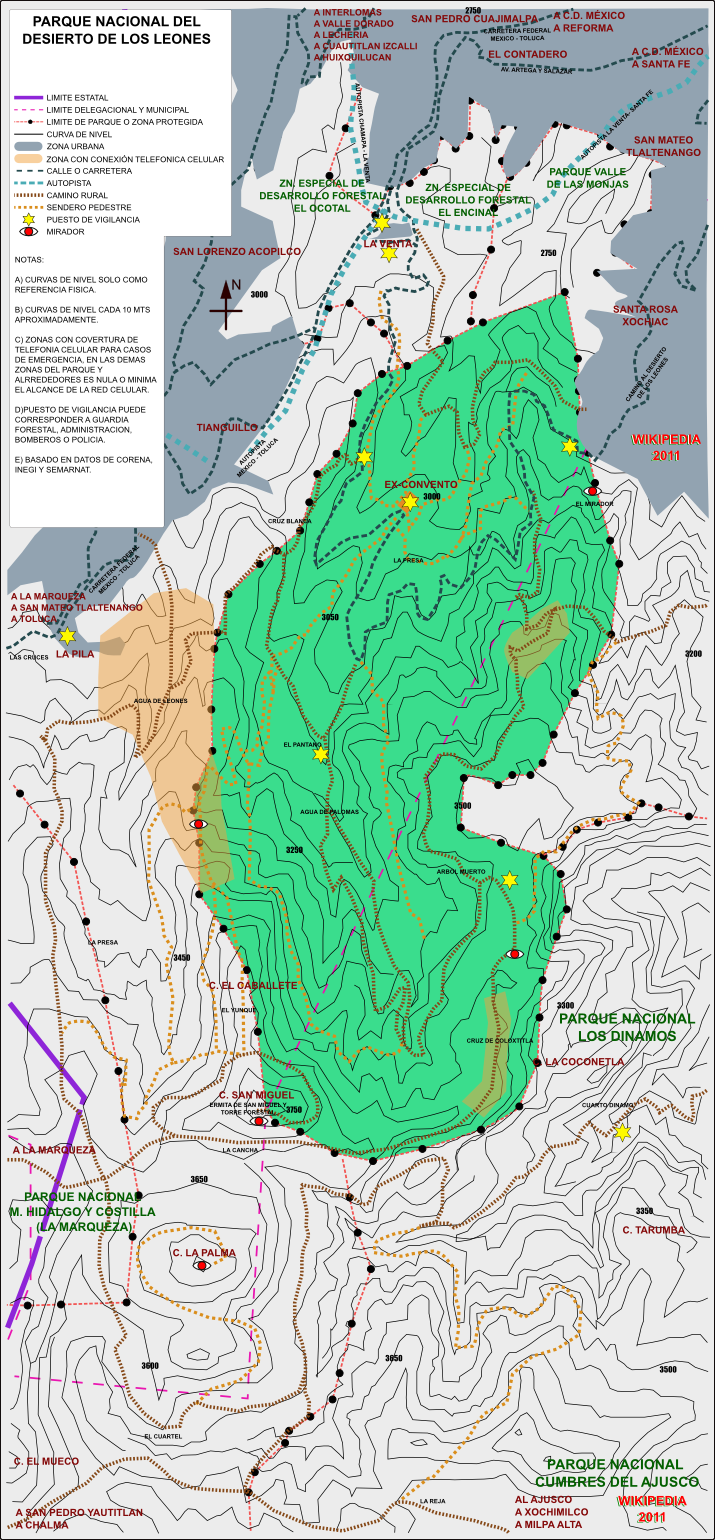
Croquis general del parque nacional del Desierto de los Leones.

Descrito por Fray Agustín de la Madre de Dios como un sitio caracterizado por “unos membrudos y pesados montes cuya entrada es por un valle que empieza en pequeña boca y se ensancha poco a poco, al paso que se encumbra”, el Desierto de los Leones fue, en el tiempo de la ocupación de los carmelitas descalzos (1585), uno de los recintos con mayor tranquilidad y paz de la zona que actualmente ocupan la Ciudad de México y el Estado de México, debido a su ubicación en un ambiente de riqueza y abundancia de recursos naturales. Con el paso del tiempo, el gran flujo de visitantes ha propiciado el surgimiento de un impacto ambiental negativo, pese al cual, el parque nacional Desierto de los Leones aún mantiene componentes geográficos, forestales y animales tan diversos que le confieren la condición de ecosistema con un alto atractivo y relevancia.

### Ubicación
Ubicado al poniente de la Ciudad de México, el parque nacional Desierto de los Leones colinda con las delegaciones Álvaro Obregón y Cuajimalpa de Morelos. En la actualidad existen dos vías de acceso para los visitantes. La primera, por la desviación de la carretera México-Toluca, en dirección hacia la Venta y la segunda, por el camino al desierto desde San Ángel.

### Topografía
El parque nacional Desierto de los Leones se encuentra localizado en el centro de la República Mexicana, al suroeste de la Cuenca de México. Por lo anterior, forma parte de la unidad geomorfológica Sierra de Las Cruces que a su vez pertenece al Eje Neovolcánico Transversal. Dos ramales montañosos forman parte de la composición topográfica del parque localizados al norte y noroeste del territorio del parque. Ambos ramales tienen vértice en el Cerro de San Miguel. El primer ramal está compuesto por tres cerros: El Cerro Caballete, Los Hongos y Colorado. Por su parte el segundo ramal de dirección noroeste lo integran el Cerro Cruz de Cólica, Xometla y Ocotal. Todos estos cerros confluyen en el arroyo Santo Desierto y son separados por tres cañadas. 
El parque se encuentra situado en una de las zonas con mayor altura sobre el nivel del mar de toda la Ciudad de México. Su terreno desciende de forma altitudinal de sur a norte con una elevación de 3,790 metros sobre el nivel del mar y conecta con la zona del ex Convento con una elevación de 2,700 metros sobre el nivel del mar. Por lo anterior, el área natural protegida del parque tiene una altitud media de 3,500 metros sobre el nivel del mar.
Las principales elevaciones del parque nacional Desierto de los Leones se muestran a continuación en la Tabla 1:
| Tabla 1: Principales elevaciones |                                      |
| Elevación                        | Altitud (metros sobre nivel del mar) |
| La Venta                         | 2,860                                |
| Antiguo Convento                 | 2,960                                |
| Cerro Colorado                   | 3,090                                |
| Cruz Blanca                      | 3,160                                |
| Cerro Cruz Blanca                | 3,180                                |
| El Potrero                       | 3,250                                |
| Cerro el Ocotal                  | 3,530                                |
| Cerro Xometla                    | 3,560                                |
| Cerro Cruz de Cólica             | 3,610                                |
| Cerro Cruz de Coloxtitla         | 3,500                                |
| Cerro Los Hongos                 | 3,680                                |
| Cerro El Caballete               | 3,680                                |
| Cerro San Miguel                 | 3,790                                |

### Geología
La geología del parque nacional Desierto de los Leones está compuesta de rocas volcánicas que remontan al período Cenozoico, caracterizado por una intensa actividad volcánica. El movimiento de las placas tectónicas que yacen debajo del parque propició el surgimiento del Eje Neovolcánico Transversal. Gracias a la intensa actividad volcánica de la zona en donde se encuentra el parque, los bancos geológicos se componen de elementos tales como: andesitas de hornablenda, hiperstena, piroclastos, ceniza y arena volcánica.

### Hidrología

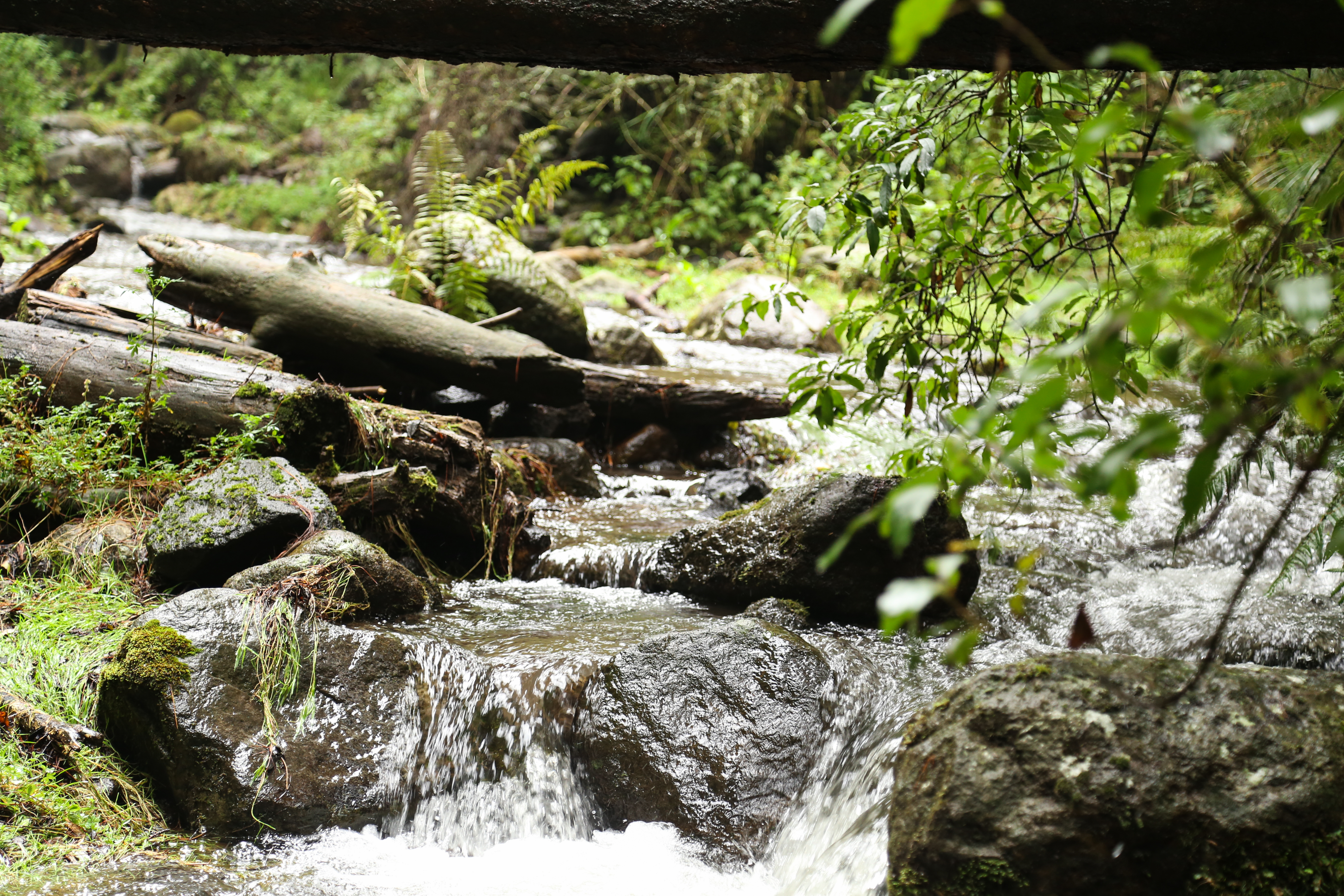

Existen varios arroyos originados en las laderas de los cerros que integran al Desierto de los Leones, los cuales alimentan algunos ríos de la Cuenca del Valle de México. Actualmente, con la expansión de la zona urbana y la necesidad de hallar depósitos de agua dulce por parte de la población de la Ciudad de México, algunos de los ríos y manantiales del parque son aprovechados de forma imprudente. Ejemplo de ello es el conocido Arroyo Agua de Leones. 
Partiendo de las corrientes que son alimentadas de los manantiales que confluyen en el Desierto de los Leones, dos de los ríos más importantes del Valle de México tienen su origen en el parque, el Río Mixcoac y el Río Hondo. Ambos son alimentados por las aguas de otros arroyos que forman el denominado Arroyo Agua de Leones.
Aunado a lo anterior, la relevancia del parque por sus recursos hidrológicos reside en la existencia de numerosas vertientes de agua que integran al espacio geográfico. Existen tres corrientes principales que fluyen a través de las laderas que además sirven de referencia para establecer los límites del parque.
La principal corriente surge del Cerro San Miguel y desciende desde una altura de 3,700 metros sobre el nivel del mar. En el trayecto, la corriente se alimenta de manantiales como El Caballete y Los Hongos. De los Cerros Cruz de Cólica y Xometla se originan las otras dos corrientes principales que fluyen por las cañadas de Las Palomas y el Trozal. 
Como se había mencionado, la riqueza en recursos naturales del Desierto de los Leones es indiscutible y la disponibilidad de depósitos de agua dulce es una de las mayores virtudes del parque. Existen diversos manantiales que instituciones como la CONANP han procurado proteger y restaurar del daño ambiental de que han sido objeto. 
Ejemplo de lo anterior es el manantial Taza Vieja, localizado en el centro del parque y compuesto por trece afloramientos; Piletas, San Miguel, Zorrillas, Lagunillas, Lobos, Ruedas, Palmas, Llorona, La Portería, Monarcas, Otales, Arce y Capulines son los que conforman al manantial Taza Vieja. 
La Presa Leones está compuesta de los manantiales Agua de Leones, De la Cruz y Llano Grande. 
Finalmente, el conocido Chorro de Agua, ubicado al Este del parque, está compuesto por los manantiales Ajolotes, Agua de Peña y Agua de Gallinas. 

### Climatología
La sensación térmica en el Desierto de los Leones es percibida como gélida. De acuerdo con investigaciones realizadas por el INEGI y con base en la clasificación Köppen, el Desierto de los Leones se caracteriza por la presencia de clima templado con lluvias de verano, precipitaciones invernales, semifrío y frío húmedo en invierno, y fresco subhúmedo en los límites del parque.
En el norte del parque nacional Desierto de los Leones predomina un clima fresco subhúmedo con temperatura promedio de doce grados centígrados; presenta variaciones que oscilan entre los nueve y los doce grados centígrados. Por su parte, en la región poniente del parque prevalece un clima semifrío que oscila entre los nueve y los once grados centígrados. En la vertiente oriente de los cerros del Desierto de los Leones existe un clima frío subhúmedo y húmedo, que ocasionan que la temperatura descienda a seis grados centígrados. 
El agravamiento de la situación ambiental de la Ciudad de México, así como las constantes contingencias surgidas como resultado de los altos índices de contaminación, han repercutido negativamente en la preservación del ecosistema del parque nacional Desierto de los Leones. Debido a que el parque se encuentra ubicado en colindancia con las zonas urbanas de las delegaciones Álvaro Obregón y Cuajimalpa, ha sido imposible evitar que los visitantes y habitantes de la región hagan mal uso de los recursos que forman parte de los componentes geográficos del Desierto de los Leones. De lo anterior, se interpreta que algunos posibles factores que pueden estar causando un severo impacto en los componentes geográficos en el parque nacional Desierto de los Leones son los siguientes: contaminantes presentes en el aire provenientes de la zona conurbada, mal manejo y poca administración de la vegetación forestal, incendios forestales, contaminación de los depósitos de agua, extracción desmedida de agua en las regiones altas de las laderas por las que fluyen las corrientes, y la existencia de poco personal para preservar y proteger todo el territorio que conforma al parque.

## Flora y fauna
De acuerdo al Sistema Nacional de Información sobre Biodiversidad de la Comisión Nacional para el Conocimiento y Uso de la Biodiversidad (CONABIO) en el Parque Nacional Desierto de los Leones habitan más de 750 especies de plantas y animales de las cuales 43 están en categoría de riesgo y 47 son exóticas,

### Flora
México es uno de los lugares con más diversidad floral; cuenta con aproximadamente 22,000 especies; por esto, es el cuarto país con mayor cantidad de especies vegetales, después de Colombia, Indonesia y Brasil.
Actualmente, el parque nacional Desierto de los Leones cuenta con 378 especies, repartidas en 219 géneros y 74 familias. La familia Asteraceae es la que más abunda, con 40 géneros y 87 especies. 

#### Flora de importancia especial
Existen especies en peligro de extinción como el laurel y la oreja de ratón, mientras que hay otras sujetas a protección especial: el cerdoón, la flor de hielo, el cedro blanco y la pipa de indio.
Algunas de las especies con importancia especial en el parque nacional Desierto de los Leones son el pino, oyamel, la hoja de flecha, el encino, el encino roble, la barba de San Juan, la cola de borrego, el ehuejote, la oreja de burro, el rabanillo y el zacatón.

### Hongos
No se ha publicado hasta la fecha una lista que integre todas las especies de macromicetos que existen en el parque, pero hasta hoy, sabemos que hay 102 especies, correspondientes a 14 géneros de Ascomicetes de 6 familias diferentes y a 47 géneros de Basidiomicetes de 22 familias. La familia con más diversidad es la Tricholomataceae que cuenta con 18 especies, seguida por Polyporaceae (10), Amanitaceae (8), Boletaceae (7), Morchellaceae (6) y Pezizaceae (6).
Hay también 7 especies de especies amenazadas: Morchella conica Pers (que se llama comúnmente mazorca, mazorquita, pancita, elotito y elote), Morchella elata Bull, Morchella esculenta Pers (mazorquita, mazorca, pancita, elotito y elote), Morchella costata, Morchella angusticeps Peck, Amanita muscaria (hongo matamoscas, hongo mosquero) y Boletus edulis (pambazo).

### Fauna
No hay muchos estudios de fauna documentados en el parque nacional Desierto de los Leones, pero se han registrado 57 familias de vertebrados, de las cuales tres corresponden a anfibios; cinco, a reptiles; 35, a aves y 14, a mamíferos, con 136 especies en total.

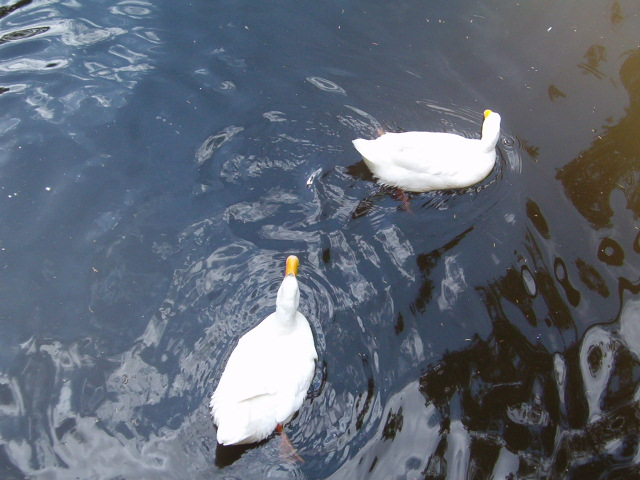
Patos.

Las familias que más abundan son: Plethodontidae (Clase Amphibia), con 5 especies, Phrynosomatidae (Clase Reptilia) con tres especies, Parulidae (Clase Aves) con 13 especies y Muridae (Clase Mammalia) con siete especies.
15 especies se encuentran en alguna categoría de riesgo (amenazadas o sujetas a protección especial) que corresponden a 5 especies de anfibios, 3 de reptiles y 7 de aves. Algunos ejemplos son la ranita plegada (Hyla plicata ), la salamandra arroyo de montaña (Ambystoma altamirano), el tlaconete de Morelos (Pseudoeurycea altamontana), el falso escorpión (Barisia imbricata ), la aguililla pecho rojo (Buteo lineatus) y el jilguero común (Myadestes occidentalis).
El venado cola blanca forma parte de la fauna endémica del parque nacional Desierto de los leones, además existe un programa de conservación para reintegrar a esta especie a su hábitat natural.

### Datos importantes
Barisia imbricata se establece en un margen altudinal entre los 3,100 y los 3,600 m s. n. m. en bosques de Pinus, Abies y zacatonales.
El Parque acoge a 10 especies de aves endémicas (especies que sólo existen en una región geográfica), 8 semiendémicas (especies enfémicas a una región durante una época del año y 5 cuasiendémicas para México (especies que comprenden levemente a un país vecino por la continuidad del hábitat).
26.5% de las aves registradas corresponde a aves migratorias de invierno, lo que excede los porcentajes de aves migratorias registradas en otros bosques parecidos. 
Algunas de las aves que podemos encontrar en el parque son el gavilán rastrero (Circus cyaneus), el aguililla pecho rufo (Accipiter striatus ), el halcón cernícalo (Falco sparverius), el colibrí garganta rubí (Archilochus colubris ), el colibrí barba negra (Archilochus alexandri ), el mosquero de Hammond (Empidonax hammondii), el zumbador rufo (Selasphorus rufus ), el reyezuelo de rojo (Regulus calendula ), el chipe crisal (Vermivora crissalis), el chipe de Virginia (Vermivora virginiae ).
Algunos de los mamíferos que se encuentran en el parque son el conejo, tlacuache, tuza, mapache, coyota, zorra gris, venado cola blanca, ardilla, ratón dorado y zorillo dorado; muchas de esas especies se encuentran en una categoría de riesgo.
También hay cuatro especies reportadas de murciélagos. Todas son insectívoras de vuelo, lo cual controla las plagas.
De acuerdo al Sistema Nacional de Información sobre Biodiversidad de la Comisión Nacional para el Conocimiento y Uso de la Biodiversidad (CONABIO) en el Parque Nacional Desierto de los Leones habitan más de 750 especies de plantas y animales de las cuales 43 están en categoría de riesgo y 47 son exóticas.,

## Actividades recreativas

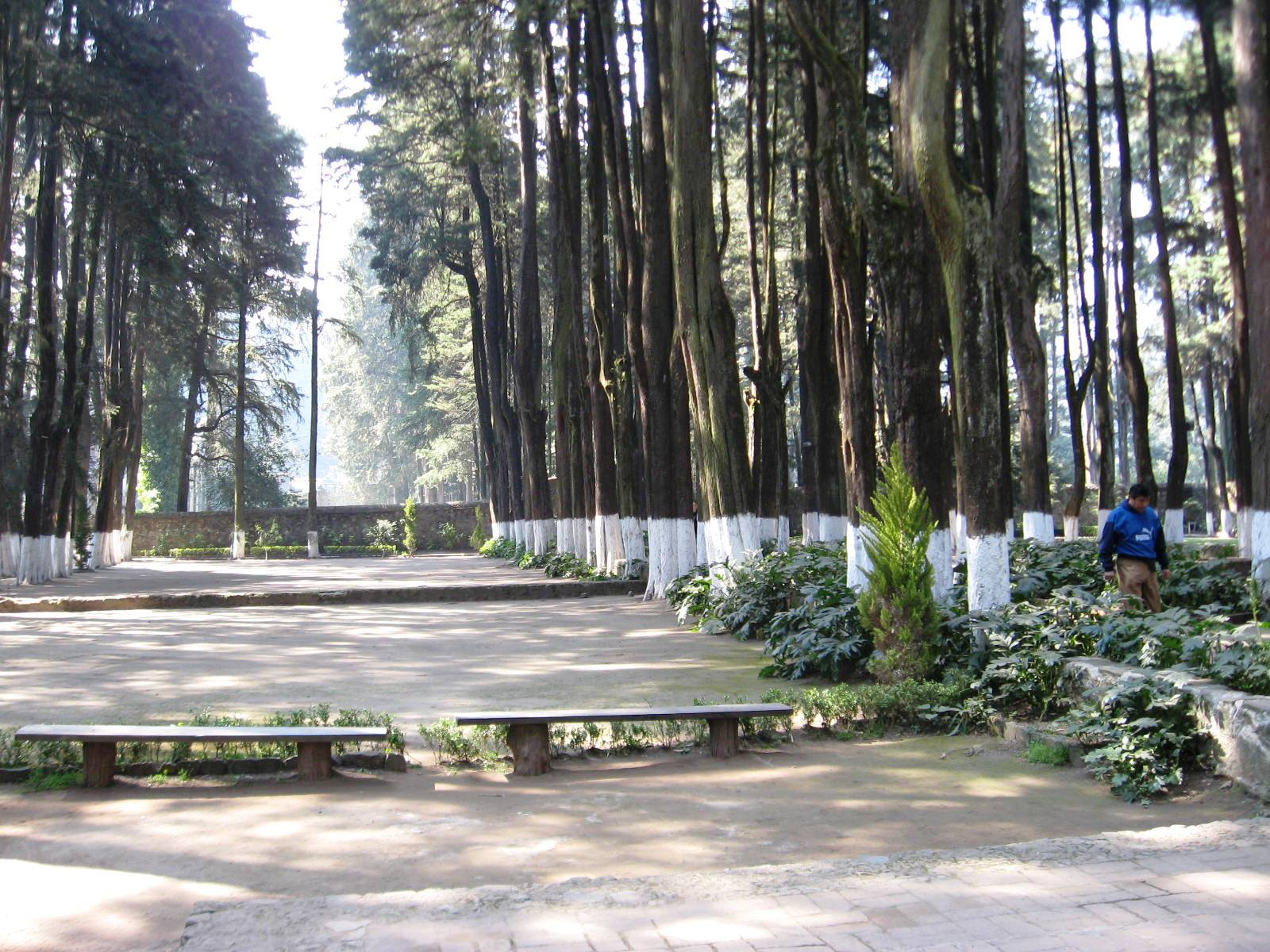
Vista de las bancas del parque.

Dentro del parque se realizan actividades de educación ambiental y es destacable su función como centro recreativo y de esparcimiento para los habitantes de la Ciudad de México.
Algunas de las actividades recreativas que se pueden hacer dentro del parque son: ir en bicicleta, incluso puedes alquilar bicicletas por si no tienes; hacer un pícnic o una parrillada y pasar un buen rato con tu familia y amigos; o si no disfrutar de las famosas quesadillas que se comen en los diversos puestos de comida que hay en el parque, caminar por el bosque y ver la flora y fauna que tiene el Parque.
Todas estas actividades son un perfecto escape de la cotidianidad de la Ciudad de México pero sin salir de ella; en el parque podemos tomarnos un tiempo para reflexionar, y pasar un tiempo en familia y con amistades disfrutando de un paisaje lleno de vida y paz.
También el parque es utilizado en ocasiones especiales para bodas, ya que con la magnífica infraestructura del monasterio y el perfecto paisaje del bosque hacen un lugar increíble para hacer este tipo de eventos.
Estos paraísos naturales son los lugares idóneos para el esparcimiento familiar y una alternativa para disfrutar de un día de campo volando papalotes de fabricación artesanal o paseando en bicicleta o caballo.
También sin olvidar el tradicional y famoso pulque, es una verdadera atracción para la mayoría de las personas que visitan este parque. Los cuales ya los puedes encontrar en una gran variedad.
En la actualidad en este hermoso paraje de montaña, los restos de las antiguas construcciones se funden con el bosque que los rodea en medio de la serenidad de sus jardines, patios, fuentes y espacios, que permiten adentrarnos en las atmósfera de tiempos pasados y descubrir con nuevos ojos la riqueza del entorno natural que rodea a la Ciudad de México.
Asimismo el Desierto de los Leones alberga un museo de sitio, salones para exposiciones y es sede de diversos eventos culturales como conciertos de música sacra y ferias de horticultura. Además los parajes que la rodean son un sitio ideal para variadas actividades recreativas que van desde bicicleta de montaña, hasta caminatas y días de campo en familia.

### Actividades Deportivas
El parque nacional Desierto de los Leones, ofrece diversas actividades deportivas, para todas esas almas aventureras. Entre estas podemos encontrar carreras, caminatas, senderismo, equitación, yoga y actividades extremas.
Las carreras que podemos encontrar en el Parque son “Solo para salvajes” que consta de 100 millas y “Meta Desierto de los Leones” de 10 km. Estas son carreras te retarán físicamente a través de las diferentes pendientes del bosque. Las carreras son ideales para disfrutar de la naturaleza y del aire fresco que ofrece este maravilloso lugar.
Cerca del ex-convento podremos encontrar una actividad extrema que consiste en una serie de tirolesas de 2.1 km de largo. El recorrido consta de 12 tirolesas y 10 plataformas, con una altura máxima de hasta 90 metros. Esta atracción cuenta con certificados de la Unión internacional de Alpinismo y con guías capacitados en cada una de las paradas.
Para esas personas que desean pasar más tiempo allí pueden considerar la idea del campismo y alpinismo. Este bosque es un lugar ideal para este tipo de actividades, ya que se podrá disfrutar de su gran variedad de flora y fauna y admirar paisajes espectaculares.
Caminata en el Desierto de los Leones:
La ruta para la caminata en el desierto de los leones es impecable entre un bosque denso de pinos, el punto más alto que se llega es de 3,700 m sobre el nivel del mar.
La ruta comienza justo arriba del estacionamiento que está frente a los puestos de quesadillas y llega hasta un promontorio con una vista extraordinaria hacia la zona de Santa Fe, el Popocatépetl y el Iztaccíhuatl. 
La ruta tiene dos atajos que cortan como 1 km del camino principal. Sin embargo, ambos atajos no están muy bien marcados y son un poco peligrosos. 
Todo el recorrido tiene pendiente positiva pero la mayor parte es sencillo, llegando a los 3,300 m sobre el nivel del mar, la pendiente cambia y cansa un poco más. Sin embargo, la ruta está cómoda para hacerla en 2 h a buen paso sin detenerse. La bajada es mucho más tranquila y se puede hacer en menos de una hora.
Desde la cumbre se observa en la distancia (a unos 3 km más adelante) otra cumbre con una antena de microondas que lucen unos 100 m más alta.
El recorrido es muy divertido y con unos paisajes inolvidables.

### Ciclismo
En el desierto de los Leones hay varias rutas destinadas al ciclismo, por lo que recorrerlo en bicicleta es una agradable opción para los aficionados al ciclismo. La ruta más recorrida empieza en la Estación Pantanos, se llega al Mirador y baja por la ruta llamada Venados. La ruta es circular y cuenta con poco más de 55 kilómetros de extensión. Durante el recorrido se alcanzan hasta 3,344 metros de altitud y tiene una duración aproximada de cuatro horas, según el ritmo de cada ciclista. Además de la vista sorprendente, se pueden alcanzar velocidades extremas. Esta ruta se puede realizar durante todo el año, de preferencia en días no lluviosos, lo que exceptuaría la estación otoñal; de lo contrario, se pide que se extremen precauciones. Si no es del interés del ciclista recorrer el circuito completo, éste cuenta con diferentes opciones de ruta que se puede seguir, siempre y cuando se tenga experiencia previa y conocimiento del lugar.

### Actividades Culturales
Dentro del parque, se realizan actividades como: exposiciones de arte y de fotografía, conciertos, obras de teatro, festivales y ferias, tomas cinematográficas, eventos ecológicos, conferencias de prensa relacionados con cultura, cursos y seminarios al igual que sesiones plenarias.

### Mitos y leyendas
El Desierto de los Leones cuenta con gran variedad de mitos y leyendas, las cuales se pueden escuchar en los recorridos guiados o incluso en el espacio de leyendas nocturnas realizado dentro del convento del parque nacional Desierto de los Leones. 
Orden de los carmelitas descalzos
A finales de 1500 principios de 1600 la Orden de los carmelitas descalzos decidieron poner el nombre de Desierto de los Leones. (Desierto) lejos de que fuera un desierto como tal, se referían a lo aislados o alejados que estaban de la humanidad para poder generar un ambiente lleno de paz y tranquilidad teniendo así la oportunidad de hacer sus rezos. Se cuenta que los monjes carmelitas descalzos realizaban penitencias o incluso se iniciaban como monjes a través de la contemplación, de la espiritualidad, meditación en este lugar. Cuando el entonces virrey de la Nueva España Juan de Mendoza puso la primera piedra, se dice que la construcción llegó a durar aproximadamente 5 años, creando un convento con dos niveles, para luego ser usada poco menos de 100 años debido a que no se le dio el mantenimiento que requería, tristemente en el año de 1705 un terremoto hizo que muros y techos se derrumbaran haciendo un daño terrible a las estructuras y a varios de los monjes que vivían en ese lugar. 
Encima de las ruinas del monasterio se construyó algo nuevo, se realizó una muralla llamada “de la excomunión” que impedía el paso cualquier persona ajena a los monjes, especialmente a las mujeres. Haciendo que la vida utópica de su interior fuera más fácil de llevar, se decía que ni siquiera podían hablarse entre ellos mismos. 
En el convento del Desierto de los Leones la disciplina era férrea y las recompensas para los frailes o monjes que vivían en el convento eran de índole espiritual y se encontraban a través de la contemplación de la naturaleza con la cual se intentaba tener un equilibrio entre cuerpo, mente, espíritu y la naturaleza. Los alimentos eran servidas a cierta hora y cada quince días sin contemplación alguna los monjes tenían que ir al peluquero a que les cortaran el cabello de la parte superior de la cabeza ya que para ellos era la representación de la corona de espinas de Cristo. 
El sótano
Existe un lugar en el convento conocido como el sótano o “laberinto oscuro”, y se comenta que durante muchos años ese lugar ha sido desde almacén de agua, lugar de presos de la revolución, lugar de penitencia para los monjes, hasta cementerio por poco tiempo, ya que cuentan que ahí llegaron a esconder cuerpos. Es un lugar sumamente oscuro y húmedo en donde la vista a duras penas logra estabilizarse. Se dice que durante las noches, los guarda bosques llegan a escuchar rezos e incluso lamentos, gracias a toda la energía que tiene guardado ese lugar. 
El comedor
Lugar situado en el centro del convento del Desierto de los Leones, comenzó por ser el comedor de los frailes y monjes del convento, y se dice que había una sala especial para los monjes que andaban en penitencia de silencio, esta sala contaba bases giratorias llamadas “torno” para pasar la comida sin tener contacto con el exterior ya que se apartaban por un tiempo del mundo, y cada determinado tiempo renovaban sus votos de religión, esto les ayudaba a restablecer su compromiso con Cristo. Actualmente se dice que a ciertas horas de la noche se llegan a prender las luces y se escuchan movimientos de sillas junto con algunos cantos o rezos y que incluso se llega a percatar del aroma de los alimentos. 
Las ermitas
En el parque nacional Desierto de los Leones existe la ruta de las ermitas que se encuentran repartidas unas más cerca del convento que otras, vetustas construcciones que hacían la vez para el retiro espiritual de los frailes del convento, con los recursos necesarios para sobrevivir y hoy se conservan como una mera curiosidad turística, de éstas se pueden citar las siguientes: San José, La Soledad, San Alberto, La Magdalena, San Juan de la Cruz, Santa Bibiana, Santa Teresa de Jesús, el Calvario, la Oración del Huerto de Nuestro Salvador, San Juan Bautista y Getsemaní. 
Se dice que cada una de las ermitas lleva su determinado nombre por agradecimiento o incluso a la aparición de dicho santo. Cuentan que en la ermita de San Juan Bautista un monje presenció la aparición de dicho santo y en nombre de gratitud se construyó la ermita llamada San Juan Bautista.
Actualmente, en determinadas fechas, la gente se reúne para hacer un recorrido de hasta 4 horas para llegar a la capilla del Cerro de San Miguel, haciendo una visita a todas las ermitas que se encuentran rumbo al destino.

## Situación ambiental
Antecedentes
A partir del Plan Nacional de Desarrollo desarrollado en el sexenio 1982 -1989, bajo la presidencia de Miguel de la Madrid, se incrementó la protección de las áreas naturales en el Distrito Federal. Dentro de los principales objetivos de dicho plan, se encuentran:
1. Mejorar la calidad del medio ambiente para sus habitantes, a través de la conservación y recuperación del equilibrio ecológico. Esto, mediante la toma de conciencia del uso de las zonas forestales y áreas verdes del Distrito Federal consideradas como los “pulmones” indispensables para la conservación de la vida.
2. Asimilar que la contaminación ambiental y el uso inadecuado de los recursos naturales representan una amenaza permanente para la salud de los habitantes del Distrito Federal. Esto se traduce en la impostergable necesidad de detener el deterioro ambiental, mediante la creación de ordenamientos jurídicos que regulen las áreas que cumplan con una función de preservación ecológica.

Para cumplir con los objetivos enunciados, el Ejecutivo Federal (con fecha 16 de diciembre de 1983) publica el Decreto de Expropiación del predio conocido con el nombre Desierto de los Leones. Esto se hizo para poder convertir esta zona en un parque cultural y recreativo con la finalidad de la preservación ecológica.
El 23 de septiembre de 1998, fue publicado en el Diario Oficial de la Federación el decreto por el cual se consideraban como áreas naturales damnificadas, las zonas afectadas por los incendios forestales de 1998. Dentro de esta categoría se incluyen 400 hectáreas pertenecientes al parque nacional Desierto de los Leones. 
Por último, el 16 de abril de 1999, la Secretaría de Medio Ambiente, Recursos Naturales y Pesca firmó con el Gobierno del Distrito Federal el Acuerdo de Coordinación. En dicho acuerdo, el Gobierno Federal transfirió la administración del parque nacional Desierto de los Leones al Gobierno del Distrito Federal. Esta iniciativa se concretó el 24 de noviembre del 2000.
Actualidad
El parque nacional Desierto de los Leones es una de las principales áreas verdes de la Ciudad de México. La superficie forestal comprendida por la reserva ecológica comprende 1,529 hectáreas de forma poligonal alargada, cuyo eje sigue el rumbo Noroeste-Suroeste (en términos de los planos señalados en el Decreto Expropiatorio de 1983).
El parque nacional Desierto de los Leones se encuentra dentro de la región natural denominada Cuenca de México, privilegiada en relación con otras regiones de nuestro país, ya que se considera una de las regiones más ricas del mundo. Dentro del área natural se reportan 53 familias de vertebrados, de las cuales tres corresponden a anfibios; cuatro, a reptiles; 33, a aves y 13, a mamíferos.
Sin embargo, existe una fuerte amenaza ambiental tanto a la flora como a la fauna dentro del Parque. El deterioro ecológico mencionado, se debe principalmente a la cercanía de zonas sumamente urbanizadas, problemas de contaminación, incendios forestales, extracción desordenada del agua, presencia de fauna feral e introducción de especies vegetales exóticas. Dentro del parque nacional se distribuyen al menos 15 especies en alguna categoría de riesgo (amenazadas, sujetas a protección especial o en peligro de extinción). Los reptiles son el grupo más afectado por esta situación, pues el 50% de las especies se ubica en alguna de estas categorías.
Aunada a esta problemática, existe la especial amenaza de fauna feral a especies endémicas dentro del parque. Esto se debe principalmente al abandono de perros en la zona, que al verse a la intemperie recurren a la formación de manadas y se alimentan de los animales silvestres. Esto provoca daños en la conservación de los animales nativos, así como la transmisión de enfermedades. 
Por esta razón, para tener una mejor administración y protección de la reserva natural, el parque nacional Desierto de los Leones se divide en dos zonas: la primera corresponde al espacio público, que equivale al 19% de la superficie total. El 88% restante es la superficie abarcada por el área de restauración ecológica, que incluye la zona devastada por un incendio en 1998. Asimismo, dentro del Reglamento para el uso y preservación del Parque Cultural y Recreativo Desierto de los Leones, se establece las prohibiciones y sanciones dentro de los artículos XIV y XXII. Al mismo tiempo que las obligaciones y la prestación de servicios que por conducto de la Delegación corresponden a la administración del parque en el artículo XXI.